# Pavel Churavý
Pavel Churavý (* 22. April 1977 in Liberec) ist ein tschechischer Nordischer Kombinierer.

## Werdegang
Churavý lebt in seiner Geburtsstadt Liberec und tritt für den örtlichen ASS Dukla Liberec an. Der verheiratete Sportlehrer trat erstmals im Januar 1999 in Garmisch-Partenkirchen in einem Kombinationssprint im Rahmen des B-Weltcups in Erscheinung und belegte hinter Andrea Longo und Sebastian Haseney den dritten Rang. Schon im Monat darauf nahm er in Ramsau erstmals an Nordischen Skiweltmeisterschaften teil und erreichte die Ränge 28 im Gundersen-Wettkampf, 29 im Sprint und lief mit Ladislav Rygl, Milan Kučera und Petr Šmejc in der tschechischen Staffel auf den achten Rang.
Am 26. Februar 2000 bestritt der Tscheche in Chaux-Neuve bei einem Gundersen-Rennen sein erstes Rennen im Weltcup, bei dem er den 44. Rang belegte. Den Rest des Jahres bestritt er weitere Rennen im Weltcup, ohne jedoch Punkteränge zu erreichen, worauf hin er im Januar 2001 zunächst wieder in den B-Weltcup gestuft wurde. Dort wurde er im Val di Fiemme zunächst Dritter und gewann das folgende Rennen in Karpacz. Im Februar bestritt er wieder ein Rennen im Weltcup und gewann als 26. in seiner Heimatstadt erstmals Weltcuppunkte.
Die Nordische Skiweltmeisterschaften 2001 in Lahti erbrachten die Ergebnisse 23 im Gundersen-Wettbewerb und Platz sieben mit der Staffel. In Oslo folgte im März des Jahres mit Rang 16 ein erstes Weltcup-Ergebnis in den Top 20, im Dezember 2010 schaffte er als Zehnter sein erstes Top-Ten-Resultat in einem Gundersen-Wettbewerb. Im Januar 2002 folgte mit Platz zwei im letzten vorolympischen Wettkampf in Liberec die erste Platzierung auf dem Podest.
Bei den Olympischen Winterspielen 2002 in Salt Lake City wurde Churavy 16. auf der Langstrecke, 15. im Sprint und mit der Staffel Neunter. Nach einer enttäuschenden folgenden Saison 2002/03, die zeitweise zu einem erneuten Abstieg in den B-Weltcup führte, folgte erneut die Teilnahme an Weltmeisterschaften. Im Val di Fiemme wurde Churavý 34. im Gundersen-Wettbewerb, 14. im Sprint und Zehnter im Staffelwettbewerb.
Bis 2008 folgte ein stetiger Wechsel zwischen A- und B-Weltcup. Dabei erreichte der Tscheche auch immer wieder gute Weltcup-Resultate, ohne jedoch bis 2007 wieder Top-Ten-Ergebnisse zu belegen. 2005 startete er erneut bei Weltmeisterschaften. In Oberstdorf belegte er im Gundersen-Wettbewerb den 16. Platz und wurde 35. des Sprints. Mit der Staffel wurde er Achter. Nächster Höhepunkt wurden die Olympischen Winterspiele 2006 von Turin. Bei den Wettkämpfen von Pragelato wurde Churavý 21. des Gundersen-Wettkampfes und 31. des Sprintrennens sowie Achter mit der Staffel.
Die Weltmeisterschaften 2007 in Sapporo brachten mit den Rängen 29 im Sprint und 23 im Gundersen-Wettbewerb sowie Staffel-Platz sieben erneut keine herausragenden Resultate.
Mit der Saison 2008/09 konnte sich der Tscheche schließlich in der Weltspitze festsetzen. Siebzehn Platzierungen unter den besten zehn, darunter dreimal auf dem Podest, erreichte er von Ende November 2008 bis Ende Januar 2010. Die positive Entwicklung ließ sich auch an den Ergebnissen bei den Weltmeisterschaften 2009 im heimischen Liberec ablesen. Im Massenstart wurde Churavý Zwölfter, 31. im Gundersen-Wettbewerb von der Klein- und Achter von der Großschanze sowie Staffel-Achter.
Mit ausschließlich Top-10-Resultaten und einem zweiten Platz in Schonach im Schwarzwald erreichte Churavý die Qualifikation für die Olympischen Winterspiele 2010 in Vancouver. Von der Normalschanze belegte er Rang 12, im Einzel von der Großschanze verpasste er nur knapp die Medaillenränge und landete am Ende auf Rang fünf. Gemeinsam mit Aleš Vodseďálek, Miroslav Dvořák und Tomáš Slavík belegte er am Ende Rang acht im Staffelrennen.
Bei den Nordischen Skiweltmeisterschaften 2011 in Oslo startete er von der Normalschanze nicht und landete von der Großschanze auch nur auf Rang 37. Mit der Mannschaft belegte er am Ende Rang neun. In den folgenden Monaten fand Churavý in den Einzelweltcups nicht mehr in die Weltspitze zurück. Auch mit der Staffel belegte er meist nur durchwachsene Plätze im Mittelfeld.
Erst im Januar 2013 fand Churavý langsam zu alter Stärke zurück und erreichte wieder Plätze unter den besten 20. Im Februar 2013 startete er erstmals im Continentalcup und erreichte in Planica zwei zweite Plätze. Bei den folgenden Nordischen Skiweltmeisterschaften 2013 im Val di Fiemme startete Churavý in allen Wettbewerben der Kombination. Nachdem er von der Normalschanze auf einem guten 12. Platz landete, verpasste er beim Wettbewerb von der Großschanze eine Steigerung und belegte nur Rang 32. In der Staffel belegte er mit dem tschechischen Team Rang zehn. Im Teamsprint erreichte er mit seinem Partner Rang acht.
In der Saison 2013/14 verpasste er in allen Einzelweltcups die Top 20. Trotzdem erreichte er die Qualifikation für die Olympischen Winterspiele 2014 in Sotschi. In den Einzelwettbewerben erreichte er die Plätze 23 und 32. Mit der Staffel belegte er am Ende Rang sieben.

## Statistik

### Platzierungen bei Olympischen Winterspielen
| Jahr und Ort        | Wettbewerb   | Wettbewerb | Wettbewerb   | Wettbewerb |
| Jahr und Ort        | Gundersen NS | Sprint     | Gundersen GS | Team       |
| ------------------- | ------------ | ---------- | ------------ | ---------- |
| 2002 Salt Lake City | 16.          | 15.        | –            | 09.        |
| 2006 Turin          | 21.          | 31.        | –            | 08.        |
| 2010 Vancouver      | 12.          | –          | 05.          | 08.        |
| 2014 Sotschi        | 23.          | –          | 32.          | 07.        |

### Weltcup-Statistik
Die Tabelle zeigt die erreichten Platzierungen im Einzelnen.
- Platz 1.–3.: Anzahl der Podiumsplatzierungen
- Top 10: Anzahl der Platzierungen unter den ersten zehn
- Punkteränge: Anzahl der Platzierungen innerhalb der Punkteränge
- Starts: Anzahl gelaufener Rennen in der jeweiligen Disziplin

| Platzierung               | Einzel a | Sprint | Massenstart | Team   | Team    | Gesamt |
| Platzierung               | Einzel a | Sprint | Massenstart | Sprint | Staffel | Gesamt |
| ------------------------- | -------- | ------ | ----------- | ------ | ------- | ------ |
| 1. Platz                  |          |        |             |        |         |        |
| 2. Platz                  | 2        |        |             |        |         | 2      |
| 3. Platz                  | 2        |        |             |        |         | 2      |
| Top 10                    | 18       |        |             |        | 9       | 27     |
| Punkteränge               | 71       | 16     | 4           | 3      | 14      | 108    |
| Starts                    | 113      | 36     | 9           | 3      | 14      | 175    |
| Stand: Saisonende 2013/14 |          |        |             |        |         |        |

### Weltcup-Platzierungen
| Saison  | Platz | Punkte |
| ------- | ----- | ------ |
| 1999/00 | 44.   | 231    |
| 2000/01 | 34.   | 260    |
| 2001/02 | 20.   | 471    |
| 2003/04 | 25.   | 145    |
| 2005/06 | 42.   | 082    |
| 2006/07 | 57.   | 015    |
| 2007/08 | 51.   | 042    |
| 2008/09 | 10.   | 498    |
| 2009/10 | 07.   | 512    |
| 2010/11 | 47.   | 016    |
| 2011/12 | 40.   | 054    |
| 2012/13 | 35.   | 074    |
| 2013/14 | 52.   | 027    |